# Prosper (1865)
Prosper var en 30.5 meter lång och 7.8 meter bred skonert som förliste i Spårösund strax utanför Västervik den 25 november 1865. Hennes vrak utgör idag ett populär dykmål för sportdykare.

## Historia
Prosper byggdes vid Lotsholmen i Stockholms län för Pehr Alongsen. Bygget utfördes på Slätön i Östhammar enligt "furu på klink" metoden och hon sjösattes med namnet Carolina Charlotta 27 mars 1844. 
1853 övertogs äganderätten av Riddaren och Brukspatronen Jonas Jakob "Johan" Tillberg på Falsterbro vilken också registrerade skeppet vid Westerwiks Rådhusrätt den 3 april 1854. 1857 låter Tillberg skeppsbyggmästaren C. F. Berglund förlänga skrovet med 15.8 fot, och döps därefter om till Prosper.
Prosper seglade därefter med flera olika skeppare. Den ödesdigra dagen för hennes förlisning den 5 november 1865 var Carl Anders Högbom kapten ombord, en position han hade övertagit 20 april 1863.
I oktober 1865 anlände Prosper till Shields upon Tyne i norra England med destinationen Utö där hon skulle lasta järnmalm. Familjen Tillberg ägde och drev Falsterbro Bruk 27 kilometer sydväst om Västervik från 1842, och det är således inte otänkbart att målet för resan var att hämta malm till det egna bruket. 
Den 25 november försämrades vädret och när Prosper passerade Ölands norra udde blåste en styv västlig kuling. Kapten Högbom styrde därefter fartyget mot Spårösund för att bege sig mot Västervik. Lotsen skickade ut en roddbåt för att möta upp men hade svårighet att komma ombord eftersom Prosper fortfarande gick för fulla segel i det smala inloppet till sundet. Prosper kolliderade därefter in i den branta berghällen. 
Besättningen lyckades först rädda sig ur den sargade skonerten över till lotsens roddbåt, men efter att fartyget kantrar sköljdes besättningen i havet och en besättningsman, kustroddare Jaen Nilsson, omkommer. En minnesplaket för den omkomne installerades på platsen 2015 på årsdagen 150 år efter förlisningen.

## Sportdykning
Vraket är idag ett populärt dykmål för sportdykare. Vraket ligger i en nord-sydlig riktning på 18 meters djup på en plan lerbotten. Däcket ligger på ungefär 13 meters djup och är relativt intakt. Det går även at simma in och ut genom hålet i skrovsidan som revs upp av kollisionen med klipporna. 
Viss försiktighet krävs dock eftersom vraket är beläget i det stundom hårt trafikerade Spårösund, och direkt uppstigning från vraket rekommenderas ej. Dykning från båt rekommenderas även om dykning från land är möjligt. Dykning från land kräver att man korsar farleden. Tidig vår och sen höst är oftast den bästa tiden att besöka vraket då båttrafiken är lättare och sikten i vattnet är bättre.
Runtomkring vraket finns ett varierat undervattenslandskap med intressant marint liv. T.ex. återfinns plattfisk, kantnål, abborre och gädda. 